# Giacomo Graffi
Giacomo Graffi (auch Jacobus de  Graffiis und Jacobus Graffius genannt; * 1548 in Capua; † 19. Oktober 1620 in Neapel) war ein italienischer Benediktinermönch und Kasuist.

## Leben

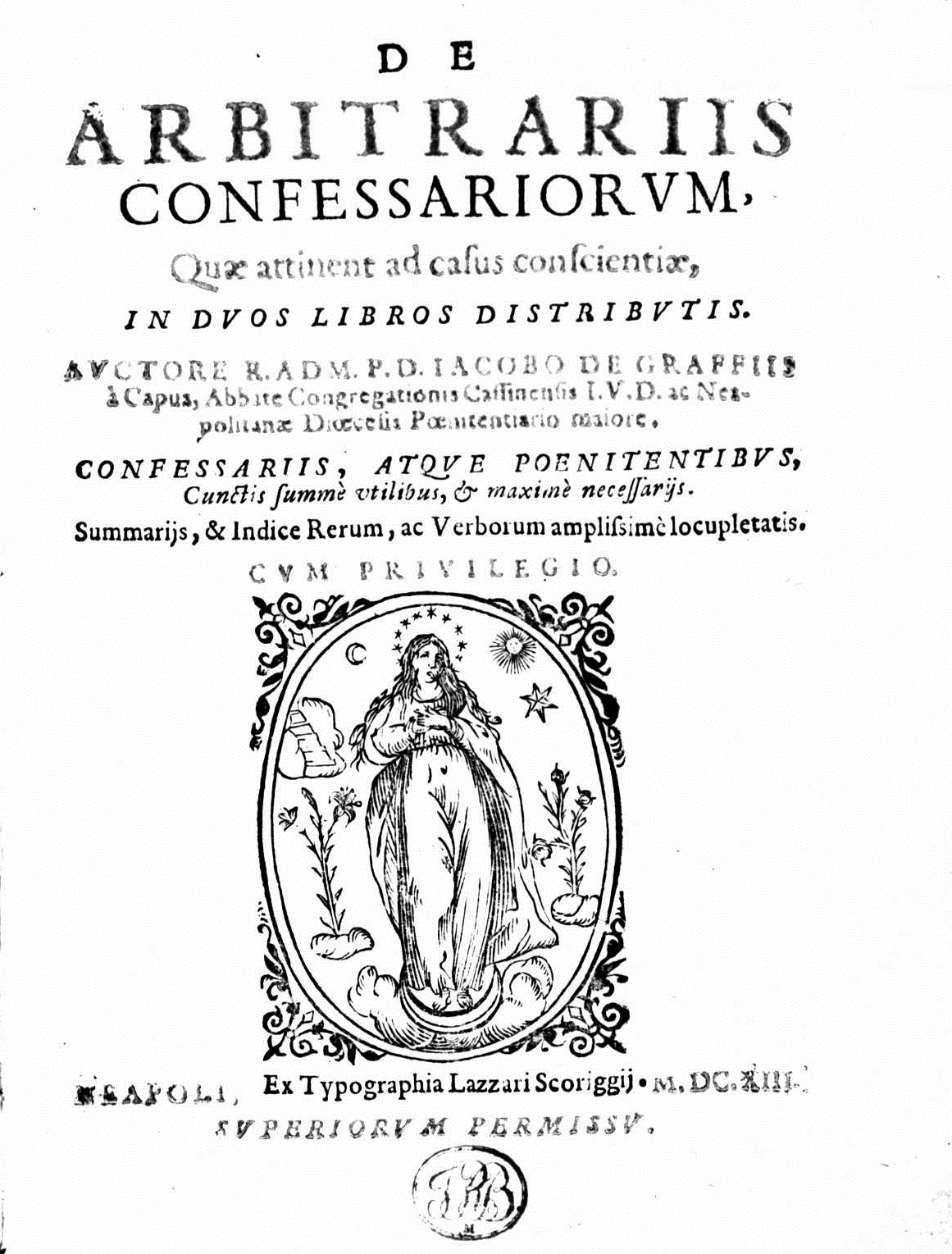
Giacomo Graffi – De arbitrariis confessariorum (1613)

Giacomo Graffi wählte den geistlichen Stand und trat nach Beendigung seiner Studien in den Benediktinerorden ein. Er widmete sich während seines ruhigen Aufenthalts im Kloster Santi Severino e Sossio in Neapel, in dem er 1572 sein Gelübde abgelegt hatte, vorzugsweise dem Kirchenrecht und der Kasuistik und erwarb sich die Würde eines Doktors beider Rechte. Neben einem asketischen Lebenswandel zeichnete er sich durch seine Frömmigkeit und ausgebreiteten Kenntnisse aus. Seine Zeitgenossen legten dementsprechend großen Wert auf sein Urteil. In welcher Achtung er stand, beweist seine Ernennung zum Groß-Almosenier der Stadt Neapel und zum Abt des Klosters Monte Cassino. Auch fungierte er als Groß-Pönitentiar und Buch-Zensor im Königreich Neapel. Er stand beim Heiligen Stuhl und insbesondere bei Papst Paul V. in hohem Ansehen und wäre ohne seine entschiedene Weigerung mit Ehrenstellen überhäuft worden. Er starb 1620 im Alter von 72 Jahren in Neapel.

## Schriften
Als theologischer Autor erwarb Graffi sich einen weit verbreiteten Ruf. Ein häufig verwendetes Handbuch waren seine Entscheidungen schwieriger Gewissensfälle (Decisiones aureae casuum conscientiae, Venedig 1591 ff.); es wurde noch lange nach seinem ersten Erscheinen zu Rate gezogen. Als Ergänzung dieses Werks verfasste er folgende Schriften:
- Consilia sive responsa casuum conscientiae, 2 Bände, Venedig 1604–10
- Practica quinque casuum summo Pontifici reservatorum juxta decretum Clementis VIII …, Neapel 1609 u. ö.
- De arbitrariis confessariorum, quae attinent ad casus conscientiae libri duo, Neapel 1613

Zwei hinterlassene kasuistische Schriften Graffis (Summa casuum conscientiae, 4 Teile; Tractatus sacerdotalis pro confessionibus audiendis) wurden handschriftlich im Kloster Santi Severino e Sossio aufbewahrt. Seine Predigten (Sermones in evangelia de dominicis et festis aliquot solemnioribus totius anni, 1627) waren hauptsächlich für Ordensleute bestimmt.